# Stemmi delle regioni italiane
Quello che segue è un elenco degli stemmi delle regioni italiane.
| Regione               | Immagine | Descrizione | Voce                               |
| --------------------- | -------- | --- | ---------------------------------- |
| Abruzzo               |          | Scudo francese moderno RGB (R:255 G:255 B:255) (R:0 G:128 B:68) (R:160 G:136 B:93) (R:0 G:144 B:175) (R:19 G:19 B:19) | Stemma dell'Abruzzo                |
| Basilicata            |          | Scudo francese moderno RGB (R:197 G:197 B:197) (R:44 G:72 B:120)                                                      | Simboli della Basilicata           |
| Calabria              |          | Scudo ovale RGB (R:213 G:214 B:216) (R:222 G:178 B:8) (R:0 G:0 B:0) (R:50 G:180 B:87) (R:0 G:174 B:239)               | Simboli della Calabria             |
| Campania              |          | Scudo francese moderno RGB (R:210 G:0 B:25) (R:255 G:255 B:255) (R:0 G:0 B:0)                                         | Simboli della Campania             |
| Emilia-Romagna        |          | Scudo banderese RGB (R:255 G:255 B:255) (R:0 G:154 B:73) (R:243 G:40 B:55)                                            | Simboli dell'Emilia-Romagna        |
| Friuli-Venezia Giulia |          | Scudo francese moderno                                                                                                | Bandiera del Friuli-Venezia Giulia |
| Lazio                 |          | Scudo ottagonale | Stemma del Lazio                   |
| Liguria               |          | RGB (R:255 G:255 B:255) (R:150 G:150 B:150) (R:255 G:0 B:0) (R:0 G:0 B:0)                                             | Bandiera della Liguria             |
| Lombardia             |          | Scudo banderese RGB (R:46 G:113 B:35) (R:255 G:255 B:255)                                                             | Simboli della Lombardia            |
| Marche                |          | Scudo spagnolo RGB (R:1 G:153 B:3) (R:0 G:0 B:0) (R:255 G:255 B:255)                                                  | Simboli delle Marche               |
| Molise                |          | Scudo non riconducibile ad alcuna forma RGB (R:215 G:25 B:25) (R:190 G:190 B:190)                                     | Stemma del Molise                  |
| Piemonte              |          | Scudo banderese RGB (R:192 G:190 B:194) (R:213 G:0 B:29) (R:1 G:109 B:180)                                            | Simboli del Piemonte               |
| Puglia                |          | Scudo francese moderno                                                                                                | Stemma della Puglia                |
| Sardegna              |          | RGB (R:255 G:255 B:255) (R:0 G:0 B:0) (R:195 G:13 B:14)                                                               | Stemma della Sardegna              |
| Sicilia               |          | Scudo francese moderno RGB (R:236 G:27 B:35) (R:255 G:241 B:0) (R:255 G:200 B:160) (R:235 G:180 B:50) (R:0 G:0 B:0)   | Bandiera della Sicilia             |
| Toscana               |          | Scudo francese moderno RGB (R:227 G:6 B:19) (R:100 G:100 B:100) (R:255 G:255 B:255)                                   | Stemma della Toscana               |
| Trentino-Alto Adige   |          | Scudo spagnolo | Stemma del Trentino-Alto Adige     |
| Umbria                |          | Scudo rettangolare RGB (R:162 G:164 B:163) (R:196 G:38 B:46) (R:255 G:255 B:255)                                      | Bandiera dell'Umbria               |
| Valle d'Aosta         |          | Scudo francese moderno RGB (R:144 G:148 B:149) (R:0 G:0 B:0) (R:255 G:255 B:255) (R:254 G:0 B:1) (R:197 G:147 B:50)   | Bandiera della Valle d'Aosta       |
| Veneto                |          | Scudo francese moderno                                                                                                | Leone di San Marco                 |